# Zinloos geweld

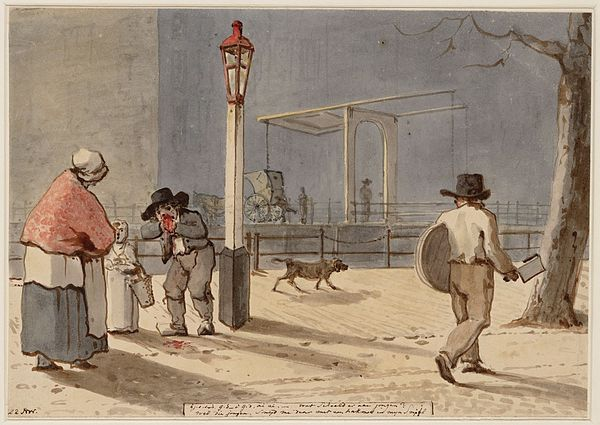
Een jongen op straat aangevallen door een slagersjongen met een hakmes, 22 november 1806, Christiaan Andriessen.
Onderschrift bij prent: Wat scheeld er aan jongen? Wel die jongen snijd me daar met een hakmes in mijn smoel.

Met zinloos geweld wordt geweld bedoeld dat gekenmerkt wordt door willekeur, een spontane vorm van fysiek geweld of dreiging met geweld, waarbij het opzettelijk vernederen, pijnigen, verwonden of doden van iemand centraal staat, excessief geweld. Het geweld kenmerkt zich door zijn incidentele aard, en ook door de willekeurige wijze waarop daders het slachtoffer kiezen. Het begrip kreeg deze betekenis aan het eind van de 1990er jaren. De aanduiding is in het alledaags taalgebruik ontstaan voor een fenomeen dat maatschappelijke verontrusting en verontwaardiging oproept.
In de dagelijkse praktijk worden niet alle geweldsincidenten die in deze definitie passen zinloos geweld genoemd. Bovendien zijn er ook gevallen van zinloos geweld bekend die niet geheel beantwoorden aan deze omschrijving. Zinloos geweld is geen categorie in het Nederlandse strafrecht, maar kan wel als verzwarende omstandigheid worden aangemerkt bij de straftoemeting.

## Introductie van het begrip

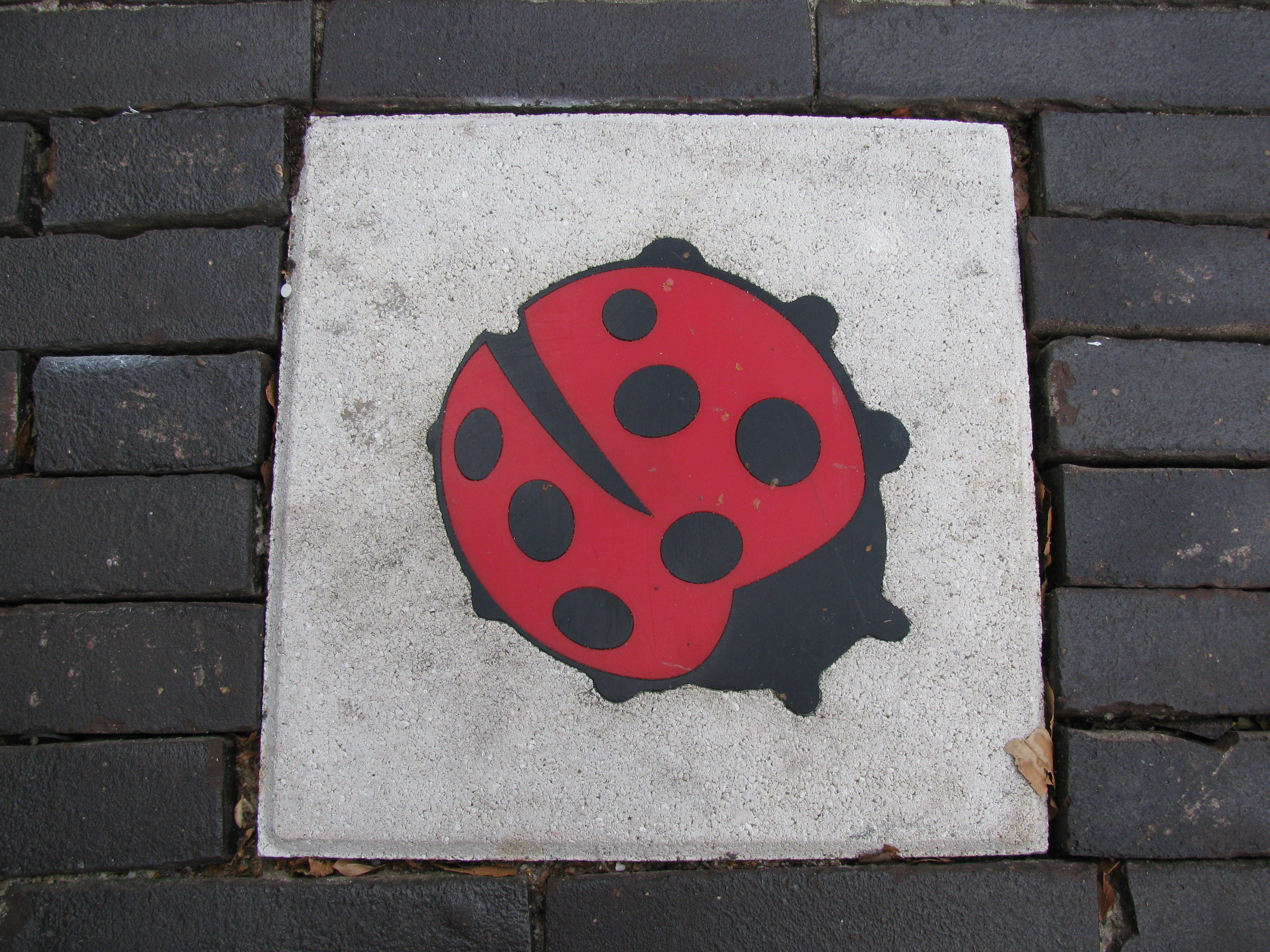
Het lieveheersbeestje is het symbool voor de actie tegen zinloos geweld. De eerste sto(e)ptegels werden in Lelystad in 2001 onthuld door minister Roger van Boxtel. Ze waren een initiatief van de Stichting Tegen Zinloos Geweld en een idee van Irma en Arie van der Mee.

Het begrip zinloos geweld is ouder dan de 1990er jaren. Het wordt al lang gebruikt als afkeuring voor grootschalig oorlogsgeweld en het Gereformeerd Politiek Verbond leidde uit het Bijbelse boek Deuteronomium al een verbod van zinloos geweld af. Journalisten omschreven in 1961 het optreden van stakende arbeiders in Brussel als zinloos geweld en burgemeester Wim Polak van Amsterdam gebruikte het begrip in 1980 in een open brief aan krakers. De term had daar echter niet de morele lading die het nu heeft.
Het werd in zijn huidige betekenis bekend door een ingezonden brief aan de Leeuwarder Courant in 1997 van Kees Bangma, districtschef van het politiekorps Midden-Friesland. Hij schreef de brief naar aanleiding van de dood van Meindert Tjoelker op 13 september 1997 in het uitgaanscentrum van Leeuwarden. Hij deed daarin een oproep om op de daarna volgende vrijdag om elf uur 's avonds een minuut stilte in acht te nemen om iedereen duidelijk te maken dat de Friese samenleving niet gedachteloos het oprukkende zinloze geweld aanvaardt. De reacties op het initiatief waren massaal en voor het eind van de week was het begrip zinloos geweld gemeengoed geworden.
Er volgde een ware mediahype waarin niet alleen veel aandacht was voor het incident waarbij Tjoelker om het leven kwam en de nasleep daarvan (herdenking, begrafenis, het strafproces), maar ook voor de maatschappelijke reacties die de oproep van Bangma tot gevolg had. Bovendien werd wekenlang in de kranten melding gedaan van soortgelijke voorvallen. Rapportages van nieuwe en oude voorvallen (Joes Kloppenburg bijvoorbeeld) vulden de kolommen, waardoor onder de Nederlandse bevolking het idee ontstond dat het geweld in Nederland de pan uit rees en dat er iets moest worden ondernomen om de geweldsspiraal te doorbreken.

## Sociale beweging
Naar aanleiding van de maatschappelijke verontrusting werd een groot aantal organisaties opgericht die zich bezighouden met het bestrijden van zinloos geweld. De meeste initiatiefnemers zijn nabestaanden van een zinloos geweld-slachtoffer. Voorbeelden zijn de Landelijke Stichting Tegen Zinloos Geweld, initiatief van Bart Wisbrun die naar aanleiding van het overlijden van Meindert Tjoelker het lieveheersbeestje als beeldmerk en signaal tegen agressie en zinloos geweld koos, Kappen Nou!, Stichting Meld Geweld en Nederland Tegen Geweld. In september 2000 gingen 19 van dit soort organisaties samenwerken in de Landelijke Organisatie voor Veiligheid en Respect (LOVR). Samen en ieder voor zich proberen deze stichtingen en werkgroepen een bijdrage te leveren aan het terugdringen van zinloos geweld. Ook in België bestaat een organisatie tegen zinloos geweld. De vzw Zinloos Geweld heeft als ambassadrice Gella Vandecaveye. Het logo van de organisatie is een vlinder, met als motto: Laat de vlinder overal rondfladderen, hij doet geen vlieg kwaad.
De maatschappelijke reacties, en dan met name de stille tochten, doen denken aan de Witte Marsen in België. In Frankrijk is sinds 2005 het aantal geregistreerde gevallen van zinloos geweld aanzienlijk toegenomen. Daar wordt het aangeduid met de term la violence gratuite. Tot slot lijkt er een overeenkomst te bestaan tussen het Nederlandse zinloze geweld en het Amerikaanse verschijnsel random violence (willekeurig geweld).

## Slachtoffers

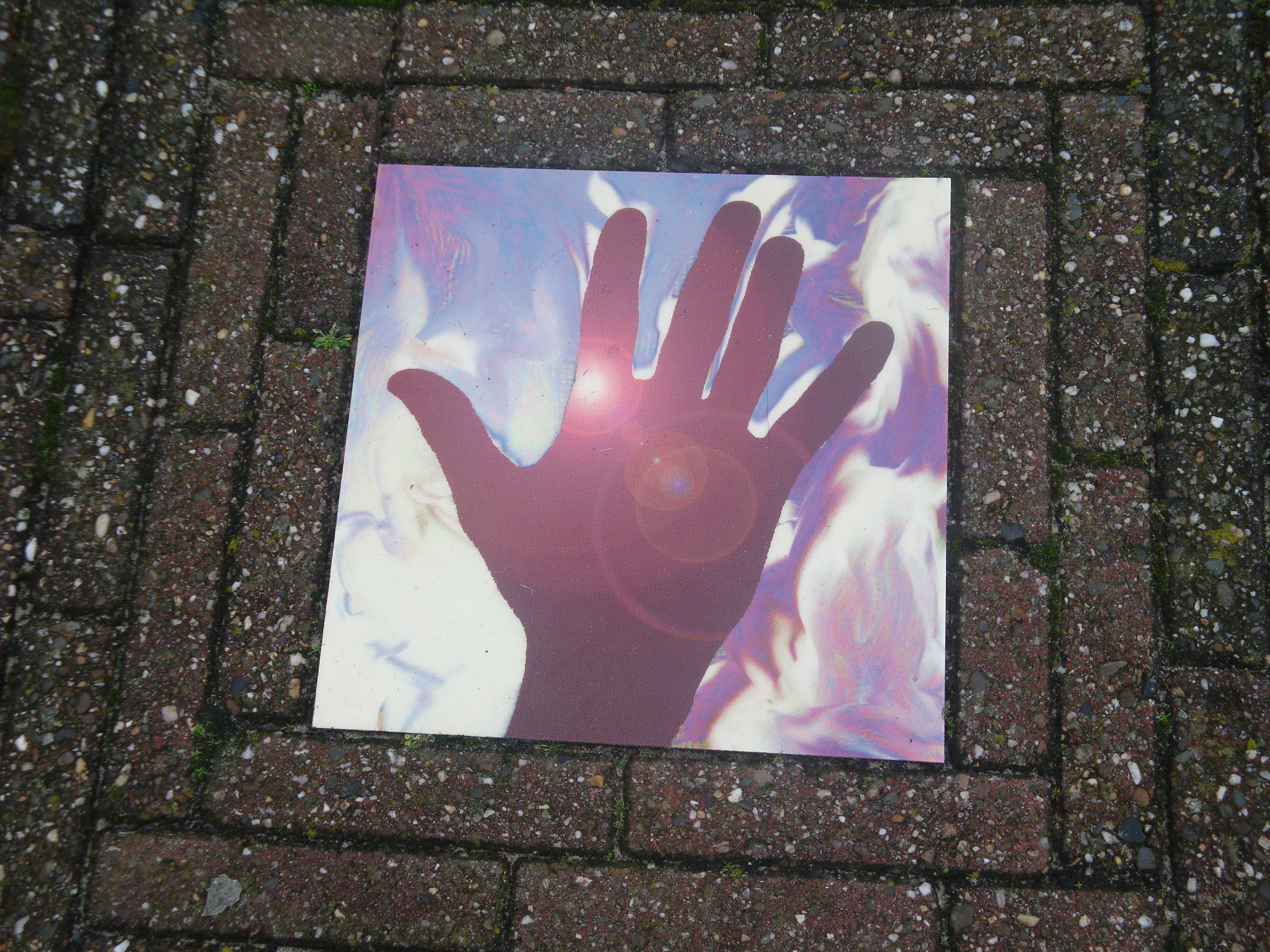
Gedenktegel, 16-jarige Stephan Hendriksen uit Katwijk aan Zee, probeerde een ruzie te sussen op De Grent, bij VVV-gebouw, Noordwijk aan Zee, 22 september 2001.

Het onderscheid tussen slachtoffers van zinloos geweld en sommige andere slachtoffers van geweldsmisdrijven is niet eenduidig te bepalen en lijkt soms tamelijk willekeurig. Het blijkt dat een geweldsincident veel kans heeft om als zinloos geweld bekend te worden bij een groot publiek als dit direct na het voorvallen als zodanig wordt benoemd, het liefst door een autoriteitsfiguur (zoals een politiewoordvoerder), en er geen reden is om het delict als een ander type misdaad te betitelen (roofmoord, racistische moord, lustmoord, kindermoord, uit de hand gelopen verkeersruzie etc.). Het organiseren van een stille tocht blijkt geen reden voor het opnemen van het slachtoffer in de lijst van beroemde gevallen van zinloos geweld.
Bekende slachtoffers van zinloos geweld, die tot een soort iconen in de sociale beweging tegen dit soort geweldpleging zijn geworden, zijn Meindert Tjoelker (1997), Marianne Roza met Froukje Schuitmaker (1999), Daniël van Cotthem (2000), René Steegmans (2002), Richard Nieuwenhuizen (2012), Nick Bood (2017) en Bas van Wijk (2020). Met terugwerkende kracht zijn ook de namen Joes Kloppenburg (1996) en Kerwin Duinmeijer (1983) aan het collectieve geheugen toegevoegd. In België zijn vooral de moord op Joe Van Holsbeeck, de moordpartij van Hans Van Themsche op Luna Drowart en Oulematou Niangadou en het voorval op de bus waarbij een 54-jarige Antwerpenaar omkwam bekend bij het grote publiek. Deze drie laatste feiten vonden plaats in 2006, en gaven voer aan de perceptie dat zinloos geweld de laatste jaren toeneemt.
Van sommige van deze moorden wordt echter aangenomen dat er wel degelijk een motief aanwezig was. Zo kan de moord op Joe Van Holsbeeck (de mp3-moord) als roofmoord worden bestempeld. Zowel de moord op Kerwin Duinmeijer als de moordpartij van Hans Van Themsche worden soms in een racistische context geplaatst.